# Dirhinus auratus
Dirhinus auratus är en stekelart som beskrevs av William Harris Ashmead 1905. Dirhinus auratus ingår i släktet Dirhinus och familjen bredlårsteklar. Inga underarter finns listade i Catalogue of Life.